# Aslı Tandoğan
Aslı Tandoğan (Ankara, Turska - 2. travnja 1979.) turska je glumica. Najpoznatija je po ulozi Lamije Sönmez u turskoj televizijskoj seriji Kismet.

## Životopis
Aslı Tandoğan rođena je 2. travnja 1979. u Ankari u Turskoj. Diplomirala je na nacionalnom konzervatoriju sveučilišta Hacettepe. Prvu je ulogu dobila 2002. godine u filmu Gülüm u kojoj je utjelovila Gül. Iste godine dobiva ulogu u filmu Gülüm. 2005. godine glumi u televizijskoj seriji Aska sürgün, a 2006. godine utjelovljuje Aysel u televizijskoj seriji 29 - 30. Ipak, najvažniju ulogu dobiva tek 2007. godine u televizijskoj seriji Kismet. 

## Filmografija
| Godina        | Naslov        | Uloga        | Vrsta               |
| ------------- | ------------- | ------------ | ------------------- |
| 2009.         | Kapaliçarsi   | Diyar Keskin | televizijska serija |
| 2007. – 2009. | Kismet        | Lamia Sönmez | televizijska serija |
| 2007.         | Kabadayi      | Karaca       | film                |
| 2007.         | Dicle         | Dicle        | televizijska serija |
| 2006.         | 29 - 30       | Aysel        | televizijska serija |
| 2006.         | Ahh İstanbul  | Deniz        | televizijska serija |
| 2005.         | Aska sürgün   | Dilan Şahvar | televizijska serija |
| 2004.         | Büyük Umutlar | Sevinç       | televizijska serija |
| 2003.         | Sınırlı Aşk   | Sultan       | televizijska serija |
| 2003.         | Kursun yarasi | Lale         | televizijska serija |
| 2003.         | Çınaraltı     | Gizem        | televizijska serija |
| 2002.         | Gülüm         | Gül          | film                |